# Gerry Turpin
Gerald Turpin, detto Gerry (1º settembre 1925 – 16 settembre 1997), è stato un direttore della fotografia britannico.

## Carriera
Debuttò come direttore della fotografia nel 1961, cessando l'attività nel 1985.
Fu progettista e inventore di un sistema di ripresa e di illuminazione innovativo per il cinema, per il quale venne premiato con un Oscar speciale per l'innovazione scientifica cinematografica

## Filmografia parziale
- Le guardie della regina (The Queen's Guards), regia di Michael Powell (1961)
- Ventimila sterline per Amanda (Séance on a Wet Afternoon), regia di Bryan Forbes (1964)
- La cassa sbagliata (The Wrong Box), regia di Bryan Forbes (1966)
- Il magnifico Bobo (The Bobo), regia di Robert Parrish (1967)
- Bisbigli (The Whisperers), regia di Bryan Forbes (1967)
- Intolleranza: il treno fantasma (Dutchman), regia di Anthony Harvey (1967)
- Passo falso (Deadfall), regia di Bryan Forbes (1968)
- Diamanti a colazione (Diamonds for Breakfast), regia di Christopher Morahan (1968)
- Oh, che bella guerra! (Oh! What a Lovely War), regia di Richard Attenborough (1969)
- O ti spogli o ti denuncio (Hoffman), regia di Alvin Rakoff (1970)
- What Became of Jack and Jill?, regia di Bill Bain (1972)
- Gli anni dell'avventura (Young Winston), regia di Richard Attenborough (1972)
- Un rebus per l'assassino (The Last of Sheila), regia di Herbert Ross (1973)

## Riconoscimenti
Candidato tre volte al British Academy of Film and Television Arts, si aggiudicò il premio nel 1968 con Bisbigli, e nel 1970 con Oh che bella guerra!.